# Groupe de Coimbra
 (novembre 2022).
Le Groupe de Coimbra, plus rarement Groupe de Coïmbre, (en portugais Grupo Coimbra) rassemble les meilleures universités multidisciplinaires européennes. Il s'agit d'un réseau universitaire fondé en 1985, l'année du 700e anniversaire de l'université de Coimbra, l'une des plus anciennes et des plus réputées d'Europe.
Ce groupe a pour but de réunir et de promouvoir l'excellence des universités européennes, en vue d'en pérenniser le haut niveau d'enseignement, recherche et mobilité académique sur le plan international, tout en créant des liens culturels particuliers.

## Histoire
Le Groupe Coimbra a été fondé en 1985 et formellement constitué en 1987 par une charte signée entre ses membres, alors au nombre de 19 Une deuxième édition a été publiée en 2005, date à laquelle l'université de Caen a quitté le groupe tandis que les universités de Bergen, Genève, Graz, Lyon, Padoue, Tartu et Turku l'ont rejoint.
En 2013, le groupe se composait de 40 universités, mais l'année suivante, ce nombre est tombé à 37 avec les départs de l'Université Aristote de Thessalonique, de l'Université de Cambridge et de l'Université d'Oxford. Depuis, le Groupe a ajouté l'Université de Vilnius en juin 2015 et l'Université de Durham en juin 2016. Cela a porté le nombre de membres du groupe à 39, mais il est ensuite tombé à 38 en octobre 2016, lorsque l'Université de Lyon a décidé de quitter le groupe. Lors de l'Assemblée générale de juin 2017, l'Université de Cologne a été invitée à adhérer en tant que 39e membre.

## Membres
Le groupe comprend les universités suivantes :
 Allemagne
- Université de Cologne, Cologne
- Université de Göttingen, Göttingen
- Université de Heidelberg, Heidelberg
- Université d'Iéna, Iéna
- Université de Wurtzbourg, Wurtzbourg

 Autriche
- Université de Graz, Graz

 Belgique
- Université catholique néerlandophone de Louvain (KU Leuven), Louvain
- Université catholique francophone de Louvain (UCLouvain), Louvain-la-Neuve

 Danemark
- Université d'Aarhus, Aarhus

 Espagne
- Université de Barcelone, Barcelone
- Université de Grenade, Grenade
- Université de Salamanque, Salamanque

 Estonie
- Université de Tartu, Tartu

 Finlande
- Académie d'Åbo, Turku
- Université de Turku, Turku

 France
- Université de Montpellier, Montpellier
- Université Paul-Valéry Montpellier 3, Montpellier
- Université de Poitiers, Poitiers

 Hongrie
- Université Loránd Eötvös, Budapest

 Irlande
- Trinity College, Dublin
- Université nationale d'Irlande à Galway, Galway

 Italie
- Université de Bologne, Bologne
- Université de Padoue, Padoue
- Université de Pavie, Pavie
- Université de Sienne, Sienne

 Lituanie
- Université de Vilnius, Vilnius

 Norvège
- Université de Bergen, Bergen

 Pays-Bas
- Université de Groningue, Groningue
- Université de Leyde, Leyde
- Université d'Utrecht, Utrecht

 Pologne
- Université Jagellonne, Cracovie

 Portugal
- Université de Coimbra, Coimbra

 Roumanie
- Université Alexandre-Jean-Cuza de Iași, Iași

 Russie
- Université d'État de Saint-Pétersbourg, Saint-Pétersbourg

 Tchéquie
- Université Charles, Prague

 Royaume-Uni
- Université de Bristol, Bristol
- Université Durham, Durham
- Université d'Édimbourg, Édimbourg

 Suède
- Université d'Uppsala, Uppsala

 Suisse
- Université de Genève, Genève

 Turquie
- Université d'Istanbul, Istanbul

## Anciens membres
France
- Université Caen-Normandie
- Université de Lyon

 Royaume-Uni
- Université de Cambridge
- Université d'Oxford

 Grèce
- Université Aristote de Thessalonique